# 梅維爾 (密歇根州)
梅維爾（英語：Mayville）是位於美國密歇根州土斯科拉縣代頓鎮區及弗里蒙特鎮區的一個村。

## 人口
根據2020年美國人口普查的數據，梅維爾的面積為2.84平方千米，當中陸地面積為2.79平方千米，而水域面積為0.05平方千米。當地共有人口922人，而人口密度為每平方千米324人。